# Antonio Muñoz Molina
Antonio Muñoz Molina (Úbeda, Jaén, 10 de janeiro de 1956) é um escritor espanhol e académico de número da Real Academia Espanhola (1996), onde ocupa o cadeirão u. Em 2013 foi galardoado com o prêmio Príncipe de Astúrias das Letras.

## Biografia
Estudou nas Escolas Profissionais da Sagrada Família (SAFA) durante a infância, e depois fez o bachelerato no colégio salesiano Santo Domingo Savio e no instituto San Juan da Cruz de Úbeda. Seguiu história da arte na Universidade de Granada e jornalismo na de Madri. Nos anos oitenta estabeleceu-se em Granada, onde trabalhou como funcionáriopúblico e colaborou como colunista no diário Ideal; seu primeiro livro é uma recompilação desses artigos, tendo aparecido em 1984 com o título O Robinson urbano.
A sua primeira novela, Beatus ille, apareceu em 1986, após uma gestação de vários anos. Nela figura a cidade imaginária de Mágina, cópia da sua cidade natal Úbeda que reaparecerá em outras obras suas. Conta a história de Minaya, um jovem que regressa a Mágina para realizar uma tese doctoral sobre o poeta Jacinto Solana, falecido na Guerra Civil, mas cuja vida apaixonante conduzirá a uma série de aventuras que darão como resultado um final magistral.
Muñoz Molina recorda o papel que desempenhou a recompilação dos seus artigos na publicação de sua primeira novela e, em general, na definição de sua carreira de escritor:
Em 1987 ganhou o Prêmio da Crítica e o Prémio Nacional de Narrativa com El inverno em Lisboa e em 1991 o Prémio Planeta com El jinete polaco, novela com que volta a obter o Nacional de Narrativa no ano seguinte. Em 2007 é investido Doutor Honoris Causa pela Universidade de Jaén como reconhecimento a toda sua obra.
Outras obras destacadas são Beltenebros (1989) uma novela de amor, intriga e de mundos subterrâneos em Madri da posguerra com envolvimentos políticos (Pilar Olhou levá-la-ia ao cinema dois anos mais tarde com o filme com o mesmo nome); Os mistérios de Madri (1992) —publicada inicialmente como serial em capítulos no diário El País, o título faz referência ao folletín decimonónico Os mistérios de Paris, de Eugène Sue—; O dono do segredo (1994); Plenilunio (1997), O inverno em Lisboa, Janelas de Manhattan ou O vento da lua (1997). Em 2009 publicou A noite dos tempos, um monumental trabalho que recreia o declínio da Segunda República Espanhola e o início de Guerra Civil Espanhola através das peripécias de um arquitecto chamado Ignacio Abel. 
Em 1995 foi eleito membro da Real Academia Espanhola (RAE) para ocupar o cadeirão u, e leu seu discurso de entrada, Desterro e destiempo de Max Aub, um ano depois. É casado com a também escritora Elvira Lindo e vive entre Madri e Nova York, onde dirigiu o Instituto Cervantes.
Em 2012 doou à Biblioteca Nacional uma parte de seus escritos, como, por exemplo, cadernos de notas tomadas de livros e jornais, rascunhos de novelas, poemas inéditos de juventude e uma obra inédita de teatro escrita em 1974. Em 2013 foi galardoado com o Prêmio Príncipe de Astúrias das Letras.

## Obra

### Novelas
- Beatus Ille (1986, Seix Barral)
- El invierno en Lisboa (1987, Seix Barral), Premio Nacional de Narrativa (1a. vez)
- Beltenebros (1989, Seix Barral)
- El jinete polaco (1991, Planeta), Premio Nacional de Narrativa (2a. vez)
- Los misterios de Madrid (1992, Seix Barral), publicado originalmente por entregas en el diario El País entre el 11 de agosto y el 7 de septiembre de 1992.
- O dono do segredo - no original El dueño del secreto (1994, Seix Barral), romance curto
- Ardor guerrero (1995, Alfaguara)
- Plenilunio (1997, Alfaguara)
- Carlota Fainberg (1999, Alfaguara), novela corta
- En ausencia de Blanca (2001, Alfaguara), novela corta
- Sefarad (2001, Alfaguara), reeditado en 2013 por la editorial Cátedra
- El viento de la Luna (2006, Seix Barral)
- La noche de los tiempos (2009, Seix Barral)
- Como la sombra que se va (2014, Seix Barral)
- Un andar solitario entre la gente (2018)

### Contos
- Las otras vidas (1988, Mondadori), 4 contos: Las otras vidas, El cuarto del fantasma, La colina de los sacrificios y Te golpearé sin cólera
- Nada do Outro Mundo - no original Nada del otro mundo (1993, Espasa Calpe), en 2011 Seix Barral sacó una nueva edición, que contiene 14 cuentos, prácticamente todos los escritos hasta esa fecha)[5]

### Ensaios
- Córdoba de los Omeyas (1991, Planeta)
- La verdad de la ficción (1992, Renacimiento)
- Pura alegría (1998, Alfaguara). Este libro, que reúne diversos textos sobre literatura, contiene (al menos en la edición de Alfaguara 2008) una introducción seguida de dos partes:
  - La realidad de la ficción: I. El argumento y la historia; II. El personaje y su modelo; III. La voz y el estilo y IV. La sombra del lector (ciclo de conferencias pronunciadas en la Fundación Juan March en enero de 1991)
  - La invención de un pasado: Destierro y destiempo de Max Aub (discurso de ingreso en la RAE, 16.06.1996); Max Aub: una mirada española y judía sobre las ruinas de Europa (conferencia en El Escorial 18.08.1997, cursos de verano en la Universidad Complutense); El hombre habitado por la voces (prólogo a ¡Absalón, Absalón! de Faulkner, Ed. Debate, 1991); Sueños realizados: invitación a los relatos de Juan Carlos Onetti (prólogo a Cuentos completos de Onetti, Alfaguara, 1994); Memoria y ficción (conferencia leída en el ciclo sobre la memoria organizada por José María Ruiz Vargas en 1995); y La invención de un pasado (conferencia pronunciada en el Departamento de Lenguas Romanas de la Universidad de Harvard, 23.04.1993)
  - Epílogo: Pura alegría (artículo publicado en ABC en mayo de 1997 con motivo de la publicación de Plenilunio)
- José Guerrero. El artista que vuelve (2001, Diputación Provincial de Granada)
- El atrevimiento de mirar (2012, Galaxia Gutenberg), 9 textos sobre siete pintores y un fotógrafo:
  - Hermosura y luz no usada: un tocador de zanfona de Georges de La Tour; El atrevimiento de mirar; Los fusilamientos de la Moncloa; Las ventanas de Hopper; Teoría del verano de 1923; El retrato y la sombra. Chistian Schad; El tiempo y las hermanas Brown; La vocación de Juan Genovés y Miguel Macaya, boxeador de sombras
- Todo lo que era sólido (2013, Seix Barral)

### Diários
- Ventanas de Manhattan (2004, Seix Barral)
- Días de diário (2007, Seix Barral)

### Artigos
- El Robinson urbano (1984, Silene Fábula), recopilación de textos publicados en el diario Ideal
- Diario del Nautilus (1986, Diputación Provincial de Granada), reeditado por Mondadori en 1989 en versión corregida por el autor
- Las apariencias (1995, Santillana)
- La huerta del Edén: escritos y diatribas sobre Andalucía (1996, Ollero y Ramos)
- Unas gafas de Pla (2000)
- La vida por delante (2002)

### Outros
- ¿Por qué no es útil la literatura?, 1993, escrito con el poeta Luis García Montero
- Escrito en un instante, 1996, colección de textos breves
- La huella de unas palabras, 1999, antología dialogada realizada por José Manuel Fajardo
- El faro del fin del Hudson, 2015, colección de textos breves sobre Nueva York

## Prémios e reconhecimentos
- 1986: Prêmio Ícaro de Literatura por Beatus Ille.
- 1988: Prêmio Nacional de Narrativa (1.º) e Prêmio da Crítica pelo inverno em Lisboa.
- 1991: Premeio Planeta pelo ginete polaco.
- 1992: Prêmio Nacional de Narrativa (2.º) pelo ginete polaco.
- 1995: É eleito membro da Real Academia Espanhola.
- 1997: Prêmio Euskadi de Prata.
- 1998: Prêmio Fémina Étranger à melhor obra estrangeira publicada em #o França por Plenilunio.
- 1998: Prêmio Elle.
- 1998: Prêmio Crisol.
- 2003: Prêmio Mariano de Cavia por seu artigo Lições de setembro.
- 2003: Prêmio González-Ruano por seu artigo Os herdeiros.
- 2006: Doutor Honoris Causa pela Universidade Villanova, Pensilvania.
- 2007: Doutor Honoris Causa pela Universidade de Jaén, Espanha.
- 2010: Doutor Honoris Causa pela Universidade Brandeis, Massachusetts.
- 2012: Prix Méditerranée Étranger 2012 pela noite dos tempos.
- 2013: Prêmio Jerusalém.[6]
- 2013: Prêmio Príncipe de Astúrias das Letras.[7]
- 2015: Académico de Honra da Academia de Boas Letras de Granada.[8]